# Ashkelon Challenger
L'Ashkelon Challenger è stato un torneo professionistico di tennis giocato su campi in cemento. Faceva parte dell'ATP Challenger Series. Si giocava annualmente a Ashkelon in Israele.

## Albo d'oro

### Singolare
| Anno | Campione          | Finalista      | Punteggio     |
| ---- | ----------------- | -------------- | ------------- |
| 1984 | Bruce Manson      | Shahar Perkiss | 6–7, 6–3, 7–6 |
| 1983 | Shlomo Glickstein | Amos Mansdorf  | 6–3, 6–3      |

### Doppio
| Anno | Campioni                         | Finalisti                  | Punteggio     |
| ---- | -------------------------------- | -------------------------- | ------------- |
| 1984 | Bruce Manson Jeff Turpin         | Leo Palin Michiel Schapers | 6–2, 6–2      |
| 1983 | Stefan Svensson Huub van Boeckel | Rodney Crowley Rand Evett  | 6–4, 4–6, 6–3 |